# 三氯亚硝基甲烷
三氯亚硝基甲烷是一种氯化亚硝基烷烃。它是一种深蓝色液体，具有强效的催泪作用。

## 合成
三氯亚硝基甲烷可以通过以下方法生产：
- 用硝酸氧化三氯甲基亚磺酸。
- 三氯甲基亚磺酸钠与亚硝酸钠和硝酸钠或硝酸钾在硫酸中反应。
- 三氯乙酰羟肟酸的热解。

## 化学
三氯亚硝基甲烷不稳定。它会慢慢分解成亚硝酰氯、氮氧化物和三氯硝基甲烷。
三氯亚硝基甲烷可以被硫化氢还原为光气肟。